# Puttaparthi
Puttaparthi kisváros Indiában, Ándhra Prades államban. Eredeti neve Gollapalli volt. 
A város a Chitravathi folyó partján található, amely a Penna folyó mellékfolyója, és dombvidék veszi körül. Széles körben ismert az indiai spirituális vezető és guru, Szatja Szái Bába, valamint ásramja miatt.

## Demográfia
A 2011-es indiai népszámlálás szerint Puttaparthi lakosainak száma 15 088 fő volt. 
A lakosság hivatalos nyelve a telugu. Más gyakori nyelvek Puttaparthiban a tamil, kannada, a hindi és az angol. A nemzeti és nemzetközi bhakták jelenléte miatt különféle nemzeti és nemzetközi nyelveket beszélnek. 